# PGC 68083
LEDA/PGC 68083 (auch NGC 7205A) ist eine Spiralgalaxie vom Hubble-Typ Sc im Sternbild Indianer am Südsternhimmel. Sie ist schätzungsweise 320 Millionen Lichtjahre von der Milchstraße entfernt und hat einen Durchmesser von etwa 115.000 Lichtjahren.

Im selben Himmelsareal befindet sich u. a. die Galaxie NGC 7205.